# Тавров Юрій Петрович
Юрій Петрович Тавров (Тавро) (2 липня 1938, Лучин — 2010, Одеса) — український кіноактор. Найвідоміша кінороль коваля Вакули у фільму «Вечори на хуторі біля Диканьки».

## Біографія
Народився 2 липня 1938 року в селі Лучин Попільнянського району на Житомирщині. Закінчив акторські студії. Знімався у кінострічках з 1961 по 1975 роки. За сімейними обставинами був вимушений залишити кіноіндустрію. Після чотирнадцятирічної кар'єри в кіно актор працював будівельником. Сімейне життя у нього не склалося, був двічі одружений. Все життя жив в Одесі. Помер у 2010 році. Останні роки працював малярем в Одеській державній академії будівництва та архітектури.

## Фільмографія
- Вакула («Вечори на хуторі біля Диканьки», 1961)
- Міша (член керівництва, друг Степана, Люськиний кавалер) («Наш чесний хліб», 1964)
- Богдан («Між високих хлібів», 1970)
- Міліціонер («Прощавайте, фараони!», 1974)
- Турунда (Стара фортеця (телесеріал), 1974)
- Робочий Тиша («Весна двадцять дев'ятого», 1975)
- Підпільник («Порт», 1975).